# East Creek
East Creek is een zijrivier van Delaware Bay in Cape May County, New Jersey in de Verenigde Staten.
De rivier heeft waarschijnlijk de naam East (oostelijk) meegekregen om het te kunnen onderscheiden van West Creek (westelijk), alhoewel deze uiteindelijk vernoemd is naar het woord "westeconk" uit de taal van de Lenape.
De rivier ontspringt in het Belleplain State Forest, is afgedamd en vormt nu samen met de rivier Savages Run East Creek Pond (East Creek Vijver). Het stroomt vervolgens door het getijdemoeras ten oosten van het Stipson Island-schiereiland, en de rivier de Willis Run voegt zich toe aan de stroom. Het water wordt vervolgens via de Roaring Ditch afgevoerd naar Dennis Creek die vervolgens met een kleine stroom in de baai uitmondt.

## Zijrivieren en aftakkingen
- Savagese Run
- Roaring Ditch
- Willis Run
- Savages Run
- Dennis Creek